# عين أباد (هشترود)
عين‌ أباد هي قرية في مقاطعة هشترود، إيران. عدد سكان هذه القرية هو 62 في سنة 2006.